# Ɓ
Ɓ ، ɓ یا B قلاب‌دار یکی از حروف الفبای لاتین و الفبای آفریقا می‌باشد . ɓ در الفبای آوانگاری بین‌المللی نشانهٔ همخوان مکشی دولبی واک‌دار می‌باشد. از این حرف در زبان‌هایی مانند فولا و هوسه استفاده می‌شد و در گذشته نیز در زبان‌های خوسایی و زولو کاربرد داشته‌است. 